# Csiucsiang
Csiucsiang (egyszerűsített kínai írással: 九江) prefektúra szintű város Kínában, Csianghszi tartományban. Lakosainak száma 4 600 276 fő (2020).

## Népesség
| 2018 | 4 896 800 |
| 2020 | 4 600 276 |

## Testvérvárosok
- Kajaani
- Koper
- Louisville
- Copiapó
- Tamano